# Liga de las Américas 2008-09
La Liga de las Américas 2008-09 fue la segunda edición del torneo, siendo el primero de clubes de baloncesto que abarca a todo el continente americano. Se jugó entre 2008 y 2009 en 3 sedes fijas (Argentina, México y Puerto Rico) con un total de 16 equipos participantes.

## Formato
El formato del torneo para esta edición cambió, ya que no hubo Cuartos de Final, pero se siguió disputando entre 16 equipos, divididos en 4 grupos. Cada equipo jugó un partido contra cada uno de sus 3 rivales en el grupo. Los primeros de cada uno de esos grupos accedieron al "Final Four", de donde se obtuvo al campeón de la competencia.

## Plazas
| - Costa Rica: 1 equipo. - México: 3 equipos. - Puerto Rico: 1 equipo. - República Dominicana: 1 equipo. |  | - Argentina: 4 equipos. - Brasil: 3 equipos. - Chile: 2 equipos. - Uruguay:1 equipo. |

## Grupos
| Grupo A                      | Grupo B                   | Grupo C            | Grupo D             |
| ---------------------------- | ------------------------- | ------------------ | ------------------- |
| Capitanes de Arecibo         | Biguá                     | Deportes Castro    | Halcones UV Xalapa  |
| Merengueros de Santo Domingo | Peñarol de Mar del Plata  | Flamengo           | Liceo de Costa Rica |
| Minas Tenis Clube            | Regatas Corrientes        | Libertad Sunchales | Quimsa              |
| Pioneros de Quintana Roo     | Universidad de Concepción | Brasília           | Soles de Mexicali   |

## Ronda preliminar

### Grupo A
| Pos. | Equipo                       | Pts | PJ | PG | PP | PF  | PC  | Dif |
| ---- | ---------------------------- | --- | -- | -- | -- | --- | --- | --- |
| 1.   | Minas Tenis Clube x          | 5   | 3  | 2  | 1  | 264 | 234 | 30  |
| 2.   | Capitanes de Arecibo         | 5   | 3  | 2  | 1  | 286 | 243 | 43  |
| 3.   | Merengueros de Santo Domingo | 5   | 3  | 2  | 1  | 248 | 261 | -13 |
| 4.   | Pioneros de Quintana Roo     | 3   | 3  | 0  | 3  | 230 | 290 | -60 |

- (x) -  Calificado al Final Four.

| Fecha                   | Hora² | Partido¹                     | Partido¹ | Partido¹                     |
| ----------------------- | ----- | ---------------------------- | -------- | ---------------------------- |
| 9 de diciembre de 2008  | 18:05 | Merengueros de Santo Domingo | 65 - 90  | Minas Tenis Clube            |
| 9 de diciembre de 2008  | 20:10 | Capitanes de Arecibo         | 104 - 72 | Pioneros de Quintana Roo     |
| 10 de diciembre de 2008 | 18:05 | Minas Tenis Clube            | 93 - 74  | Pioneros de Quintana Roo     |
| 10 de diciembre de 2008 | 20:10 | Merengueros de Santo Domingo | 90 - 87  | Capitanes de Arecibo         |
| 11 de diciembre de 2008 | 18:05 | Pioneros de Quintana Roo     | 84 - 93  | Merengueros de Santo Domingo |
| 11 de diciembre de 2008 | 20:10 | Capitanes de Arecibo         | 95 - 81  | Minas Tenis Clube            |

- (¹) -  Todos en el Coliseo Manuel "Petaca" Iguina, Arecibo, Puerto Rico.
- (²) -  Hora local de Arecibo. (UTC -4).

### Grupo B
| Pos. | Equipo                    | Pts | PJ | PG | PP | PF  | PC  | Dif |
| ---- | ------------------------- | --- | -- | -- | -- | --- | --- | --- |
| 1.   | Biguá x                   | 6   | 3  | 3  | 0  | 231 | 199 | 32  |
| 2.   | Peñarol de Mar del Plata  | 4   | 3  | 1  | 2  | 224 | 218 | 6   |
| 3.   | Regatas Corrientes        | 4   | 3  | 1  | 2  | 233 | 234 | -1  |
| 4.   | Universidad de Concepción | 4   | 3  | 1  | 2  | 213 | 250 | -37 |

- (x) -  Calificado al Final Four.

| Fecha                   | Hora² | Partido¹                  | Partido¹ | Partido¹                  |
| ----------------------- | ----- | ------------------------- | -------- | ------------------------- |
| 16 de diciembre de 2008 | 20:05 | Biguá                     | 71 - 68  | Regatas Corrientes        |
| 16 de diciembre de 2008 | 22:10 | Peñarol de Mar del Plata  | 80 - 63  | Universidad de Concepción |
| 17 de diciembre de 2008 | 20:05 | Biguá                     | 76 - 54  | Universidad de Concepción |
| 17 de diciembre de 2008 | 22:10 | Regatas Corrientes        | 71 - 67  | Peñarol de Mar del Plata  |
| 18 de diciembre de 2008 | 20:05 | Universidad de Concepción | 96 - 94  | Regatas Corrientes        |
| 18 de diciembre de 2008 | 22:10 | Peñarol de Mar del Plata  | 77 - 84  | Biguá                     |

- (¹) -  Todos en el Estadio Polideportivo Islas Malvinas, Mar del Plata, Argentina.
- (²) -  Hora local de Mar del Plata. (UTC -3).

### Grupo C
| Pos. | Equipo             | Pts | PJ | PG | PP | PF  | PC  | Dif |
| ---- | ------------------ | --- | -- | -- | -- | --- | --- | --- |
| 1.   | Brasília x         | 5   | 3  | 2  | 1  | 268 | 251 | 17  |
| 2.   | Flamengo           | 5   | 3  | 2  | 1  | 297 | 262 | 35  |
| 3.   | Libertad Sunchales | 5   | 3  | 2  | 1  | 277 | 261 | 16  |
| 4.   | Deportes Castro    | 3   | 3  | 0  | 3  | 250 | 318 | -68 |

- (x) -  Calificado al Final Four.

| Fecha               | Hora² | Partido¹           | Partido¹ | Partido¹           |
| ------------------- | ----- | ------------------ | -------- | ------------------ |
| 14 de enero de 2009 | 19:00 | Libertad Sunchales | 114 - 88 | Deportes Castro    |
| 14 de enero de 2009 | 21:00 | Brasília           | 92 - 96  | Flamengo           |
| 15 de enero de 2009 | 20:05 | Flamengo           | 117 - 77 | Deportes Castro    |
| 15 de enero de 2009 | 22:10 | Brasília           | 89 - 70  | Libertad Sunchales |
| 16 de enero de 2009 | 20:05 | Deportes Castro    | 85 - 87  | Brasília           |
| 16 de enero de 2009 | 22:10 | Libertad Sunchales | 93 - 84  | Flamengo           |

- (¹) -  Todos en El Hogar de los Tigres, Sunchales, Argentina.[1]
- (²) -  Hora local de Sunchales. (UTC -3).

### Grupo D
| Pos. | Equipo               | Pts | PJ | PG | PP | PF  | PC  | Dif |
| ---- | -------------------- | --- | -- | -- | -- | --- | --- | --- |
| 1.   | Halcones UV Xalapa x | 6   | 3  | 3  | 0  | 305 | 220 | 85  |
| 2.   | Soles de Mexicali    | 5   | 3  | 2  | 1  | 265 | 255 | 10  |
| 3.   | Quimsa               | 4   | 3  | 1  | 2  | 238 | 275 | -37 |
| 4.   | Liceo de Costa Rica  | 3   | 3  | 0  | 3  | 254 | 312 | -58 |

- (x) -  Calificado al Final Four.

| Fecha               | Hora² | Partido¹            | Partido¹ | Partido¹            |
| ------------------- | ----- | ------------------- | -------- | ------------------- |
| 20 de enero de 2009 | 18:10 | Quimsa              | 73 - 87  | Soles de Mexicali   |
| 20 de enero de 2009 | 20:20 | Halcones UV Xalapa  | 116 - 73 | Liceo de Costa Rica |
| 21 de enero de 2009 | 18:10 | Soles de Mexicali   | 100 - 96 | Liceo de Costa Rica |
| 21 de enero de 2009 | 20:10 | Quimsa              | 69 - 103 | Halcones UV Xalapa  |
| 22 de enero de 2009 | 18:10 | Liceo de Costa Rica | 85 - 96  | Quimsa              |
| 22 de enero de 2009 | 20:10 | Halcones UV Xalapa  | 86 - 78  | Soles de Mexicali   |

- (¹) -  Todos en el Gimnasio de la USBI, Xalapa, México.
- (²) -  Hora local de Xalapa. (UTC -6).

## Final Four
Esta etapa final concentró a los ganadores de los 4 grupos que integraron esta edición del torneo. La sede donde se llevó a cabo el Final Four fue escogida entre las sedes de los 4 equipos finalistas. Tras un período de licitación, finalmente fue la ciudad de Xalapa, Veracruz, México la seleccionada como sede del Final Four de la Liga de las Américas. 
El campeón de esta edición fue el Universo/BRB de Brasil, que ganó sus tres partidos en esta instancia.
El MVP del Final Four fue Alex Garcia, de Universo, quien en el cotejo final ante Halcones UV Xalapa convirtió 19 puntos, tomó 6 rebotes y dio 6 asistencias.
| Pos. | Equipo             | Pts | PJ | PG | PP | PF  | PC  | Dif |
| ---- | ------------------ | --- | -- | -- | -- | --- | --- | --- |
| 1.   | Brasília           | 6   | 3  | 3  | 0  | 262 | 238 | 24  |
| 2.   | Halcones UV Xalapa | 5   | 3  | 2  | 1  | 287 | 261 | 26  |
| 3.   | Biguá              | 4   | 3  | 1  | 2  | 250 | 263 | -13 |
| 4.   | Minas Tenis Clube  | 3   | 3  | 0  | 3  | 241 | 278 | -37 |

| Fecha                | Hora² | Partido¹           | Partido¹ | Partido¹           |
| -------------------- | ----- | ------------------ | -------- | ------------------ |
| 6 de febrero de 2009 | 18:00 | Brasília           | 90 - 80  | Minas Tenis Clube  |
| 6 de febrero de 2009 | 20:15 | Halcones UV Xalapa | 100 - 91 | Biguá              |
| 7 de febrero de 2009 | 18:00 | Biguá              | 75 - 86  | Brasília           |
| 7 de febrero de 2009 | 20:15 | Minas Tenis Clube  | 84 - 104 | Halcones UV Xalapa |
| 8 de febrero de 2009 | 16:15 | Minas Tenis Clube  | 77 - 84  | Biguá              |
| 8 de febrero de 2009 | 18:30 | Halcones UV Xalapa | 83 - 86  | Brasília           |

- (¹) -  Todos en el Gimnasio de la USBI, Xalapa, México.
- (²) -  Hora local de Xalapa. (UTC -6).

Brasília

Campeón

Primer título

## Líderes individuales
A continuación se muestran los líderes individuales de la Liga de las Américas 2008-09:
| Categoría         | Jugador                                     | Equipo                                                | Media   | Partidos | Total       |
| ----------------- | ------------------------------------------- | ----------------------------------------------------- | ------- | -------- | ----------- |
| Puntos            | Leandro García Morales                      | Biguá                                                 | 24.3    | 6        | 146         |
| Rebotes           | Rubén Wolkowyski                            | Biguá                                                 | 8.0     | 6        | 48          |
| Asistencias       | Facundo Sucatzky                            | Minas Tenis Clube                                     | 10.8    | 5        | 54          |
| Tapones           | Mark Alan Bortz Daniel Tavares Gustavo Ayón | Biguá Merengueros de Santo Domingo Halcones UV Xalapa | 1.7 0.8 | 3 6      | 5           |
| Robos             | Leandro García Morales                      | Biguá                                                 | 2.7     | 6        | 16          |
| % de tiros libres | Timothy Jennings Cornelius McFadgon Jr.     | Liceo de Costa Rica Deportes Castro                   | 100.0%  | 3        | 14/14 12/12 |
| % de tiros de 3   | Válter Apolinário da Silva                  | Brasília                                              | 64.0%   | 6        | 16/25       |
| Tiros libres      | Leandro García Morales                      | Biguá                                                 | 8.3     | 6        | 50          |
| Tiros de 3        | Leandro García Morales                      | Biguá                                                 | 3.7     | 6        | 22          |